# Solbos (tramhalte)
Solbos (Frans: Solbosch) is een tramhalte van de Brusselse vervoersmaatschappij MIVB, gelegen in de gemeente Elsene.

## Geschiedenis
De tramhalte Solbos werd tot 18 maart 1968 bediend door tramlijn 4 (Beurs — Wiener via Stefania), tramlijn 16 (Heizel —Wiener) en tramlijn 94 (Evere — Marie-José). Van 19 maart 1968 tot 14 augustus 1985 werd Solbos bediend door de tramlijn 32 (Houba-de-Strooper — Wiener) en tramlijn 94 (Kardinaal Mercierplein — Marie-José). Bij de herziening van het tramnet op 15 augustus 1985 waren er nog steeds twee tramlijnen, weliswaar met andere nummers en trajecten: tramlijn 93 (Schaarbeek Station — Marie-José) en tramlijn 94 (Kerkhof van Jette — Wiener).
Op 13 april 2007 reden de laatste trams van lijn 93 ter hoogte van Solbos. Terwijl tramlijn 93 verkocht werd tot Legrand, nam de kersverse tramlijn 25 haar plaats in vanaf 16 april 2007. Sinds 29 september 2018 rijdt de voormalige tramlijn 94 na verlenging van het traject met het nummer 8.

## Situering
De beide perrons van de halte Solbos zijn gelegen op de Solbossquare, tussen het einde van de Waaglaan en het begin van de Adolphe Buyllaan. Beide perrons zijn tevens tegenover elkaar gevestigd, waardoor het inhalen onmogelijk is bij het halt houden van trams in beide richtingen.
Het kruispunt tussen de Zoomlaan en de Solbossquare is welbekend door de trambestuurders als zijnde "gevaarlijk". Trams hebben in tegendeel tot auto's voorrang op doorgaand verkeer, waardoor niet zelden autobestuurders hun voorrang van rechts weigeren af te staan en regelmatig ongelukken dreigen te gebeuren.
Louiza · 
Stefania · 
Defacqz · 
Baljuw · 
Vleurgat · 
Abdij · 
Legrand · 
Ter Kameren-Ster · 
Buyl · 
Johanna · 
ULB · 
Solbos · 
Marie-José · 
Brazilië · 
Boondaal Station · 
Renbaan van Bosvoorde · 
Lieveheersbeestjes · 
Bosvoorde Station · 
Delleur · 
Wiener · 
Valkerij · 
Tenreuken · 
Seny-park · 
Herrmann-Debroux · 
Oudergem-Shopping · 
Vorstrondpunt · 
Empain · 
Trammuseum · 
Bronnenpark · 
Voot · 
Woluwe Shopping · 
Roodebeek
Boondaal Station · 
Brazilië · 
Marie-José · 
Solbos · 
ULB · 
Johanna · 
Buyl · 
Roffiaen · 
Etterbeek Station · 
VUB · 
Arsenaal · 
Pétillon · 
Boileau · 
Montgomery · 
Georges Henri · 
Diamant · 
Meiser · 
Vaderland · 
Weldoeners · 
Wijnheuvelen · 
Robiano · 
Lefrancq · 
Liedts · 
Thomas · 
Noordstation · 
Rogier